# Nobiliario vero
El Nobiliario vero es un tratado de nobleza y caballería, escrito por Hernán Mexía (Jaén, 1424-1500). Su inspiración dimana de obras como Doctrinal de caballeros, de Alfonso de Cartagena, y el Tratado de las armas, de Diego de Valera.